# 승광 (혁련정)
승광(勝光)은 중국 하(夏) 혁련정(赫連定)의 연호이자 하의 마지막 연호이다. 428년 2월에서 431년 6월까지 3년 5개월 동안 사용하였다. 428년 2월, 혁련창(赫連定)이 북위(北魏)군에 사로잡히고 수도가 함락되자 혁련정은 평량(平凉)으로 도망쳐 즉위하고 개원하였다. 431년 6월, 북량(北凉) 원정 도중 토욕혼(吐谷渾)의 습격을 받아 혁련정이 사로잡히면서 하는 멸망하고 연호도 폐지되었다.
같은 시기에 사용된 다른 연호로는 서진(西秦)에서 사용한 건홍(建弘 : 420년 ~ 428년), 영홍(永弘 : 428년 ~ 431년), 북량(北凉)에서 사용한 현시(玄始 : 412년 ~ 428년), 승현(承玄 : 428년 ~ 431년), 북연(北燕)에서 사용한 태평(太平 : 409년 ~ 430년), 태흥(太興 : 431년 ~ 436년), 송(宋)에서 사용한 원가(元嘉 : 424년 ~ 453년), 북위(北魏)에서 사용한 신가(神麚 : 428년 ~ 431년)가 있다.

## 연대대조표
| 승광                | 원년                            | 2년        | 3년        | 4년             |
| 서력                | 428년                           | 429년      | 430년      | 431년           |
| 육십간지 (六十干支) | 무진(戊辰)                      | 기사(己巳) | 경오(庚午) | 신미(辛未)      |
| 서진 (西秦)         | 건홍(建弘) 9년 영홍(永弘) 원년  | 2년        | 3년        | 4년             |
| 북량 (北凉)         | 현시(玄始) 17년 승현(承玄) 원년 | 2년        | 3년        | 4년             |
| 북연 (北燕)         | 태평(太平) 20년                 | 21년       | 22년       | 태흥(太興) 원년 |
| 송 (宋)             | 원가(元嘉) 5년                  | 6년        | 7년        | 8년             |
| 북위 (北魏)         | 신가(神麚) 원년                 | 2년        | 3년        | 4년             |

## 같이 보기
- 중국의 연호

| 이전 연호 승광(承光) | 중국의 연호 북하(北夏) | 다음 연호 - |